# Ourlal
Ourlal è un comune dell'Algeria, situato nella provincia di Biskra.